# Скотт, Джимми (кёрлингист)
Джи́мми Скотт (англ. Jimmy Scott) — шотландский кёрлингист.
В составе мужской сборной Шотландии участник и серебряный призёр чемпионата мира 1959. Команда скипа Уилли Янга, где в 1950-х играл Смит, участвовала в самом первом чемпионате мира после выигрыша ими шотландского клубного чемпионата The Rink Championship в 1958 (до 1962 мужской чемпионат Шотландии не проводился).
Играл на позиции второго.

## Достижения
- Чемпионат мира по кёрлингу среди мужчин: серебро (1959).

## Команды
| Сезон   | Четвёртый | Третий      | Второй       | Первый    | Турниры |
| ------- | --------- | ----------- | ------------ | --------- | ------- |
| 1958—59 | Уилли Янг | Джон Пирсон | Джимми Скотт | Бобби Янг | ЧМ 1959 |

(скипы выделены полужирным шрифтом)